# Milankovič (cràter)

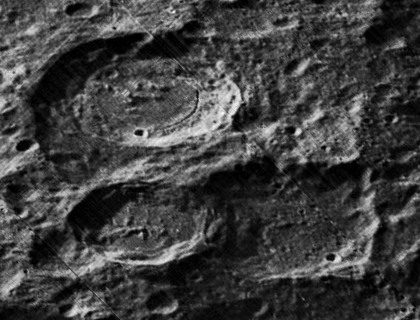
Vista obliqua de Karpinskiy (a dalt esquerra), Ricco (a baix esquerra), i Milankovič (a baix dreta), des de la Lunar Orbiter 5.

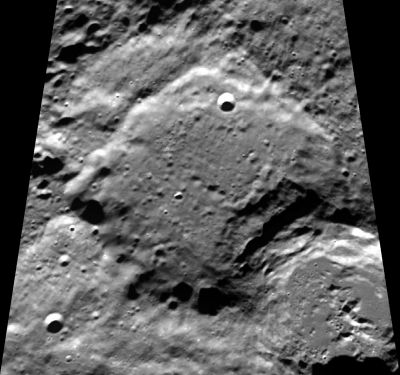
Fotografia de la missió Clementine (1994)

Milanković és un cràter d'impacte que es troba en latituds altes del nord de la cara oculta de la Lluna. La superposició del bord sud-est es produeix pel més petit però més marcadament definit cràter Riccò. Just al sud es troba Karpinskiy, i al nord apareix el prominent cràter Plaskett.

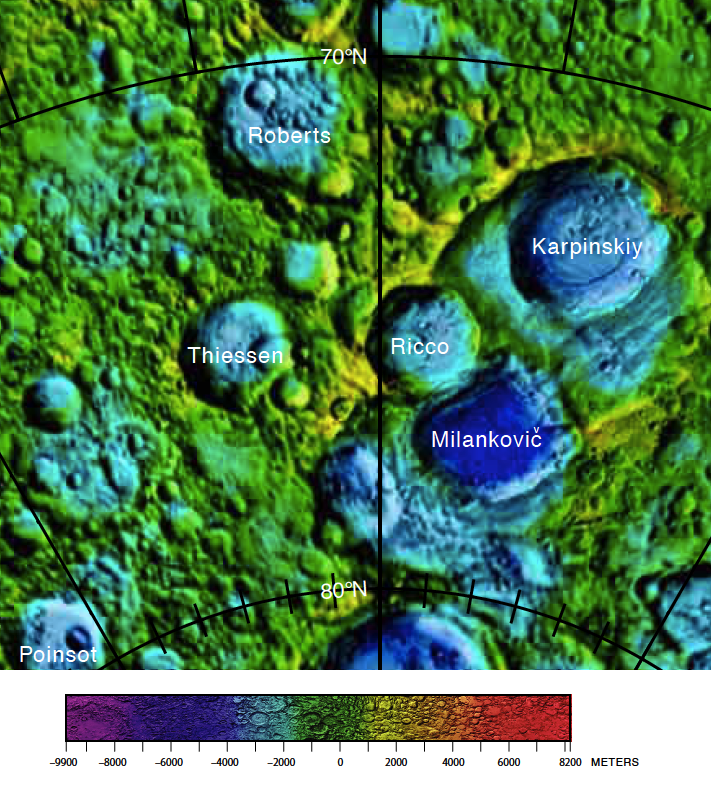
Localització de Milankovič.

Es tracta d'un cràter desgastat i erosionat, amb una vora exterior distorsionada. En el quadrant nord-oest de l'interior del cràter es troba el que sembla una vora doble. El brocal extern és de forma circular, però poc profund. La vora interior forma terraplenats una mica lineals que s'estenen des del nord fins al costat oest. La resta del contorn és arrodonit però irregular. Les rampes exteriors de Ricco cobreixen el sector sud-est del sòl de Milankovič. La resta del sòl és relativament pla, amb solo alguns pujols baixos prop del punt mitjà.

## Cràters satèl·lit
Per convenció aquests elements són identificats en els mapes lunars posant la lletra en el costat del punt central del cràter que estan més prop de Milankovič.
|            | \| Milankovič \| Coordenades \| Diàmetre \| \| ---------- \| -------------------------------------- \| -------- \| \| E \| 78° 00′ N, 177° 12′ O / 78.0°N,177.2°O \| 46 km \| |          |
| Milankovič | Coordenades | Diàmetre |
| E          | 78° 00′ N, 177° 12′ O / 78.0°N,177.2°O | 46 km    |